# Thorsten Schick (Politiker)

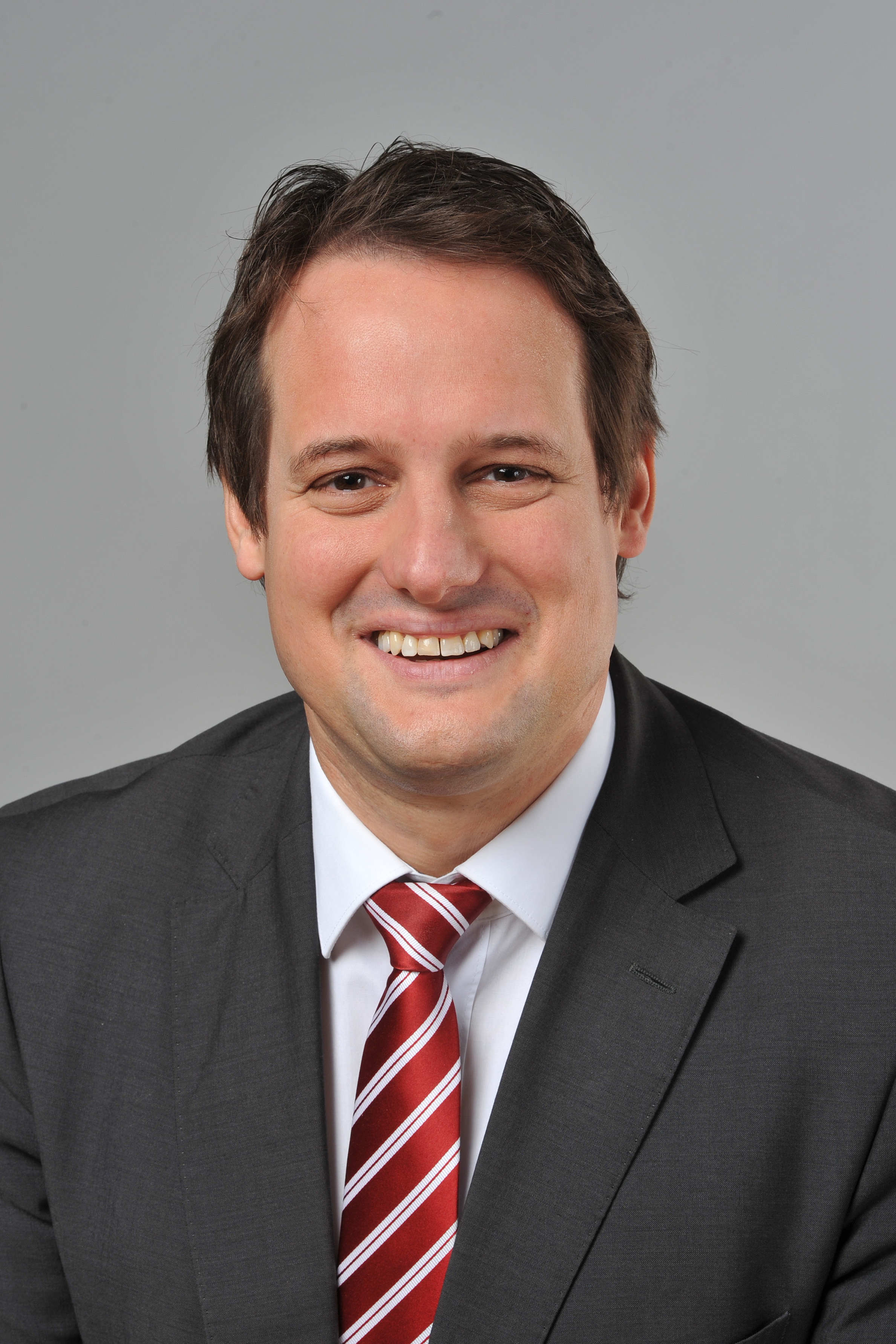
Thorsten Schick (2013)

Thorsten Schick (* 2. September 1971 in Iserlohn) ist ein deutscher Politiker (CDU) und Journalist. Von 2005 bis 2010 und erneut seit 2012 ist er Mitglied des Landtages von Nordrhein-Westfalen. Seit dem 29. Juni 2022 ist er Vorsitzender der CDU-Landtagsfraktion.

## Ausbildung und Beruf
Schick war seit 1992 als freier Journalist für verschiedene Medienagenturen und Radiostationen in Nordrhein-Westfalen tätig, unter anderem für Radio MK. Vorrangig war sein Themenfeld die Sportberichterstattung. Neben seiner Arbeit hat er Betriebswirtschaftslehre an der Universität zu Köln studiert und erlangte den Abschluss Diplom-Kaufmann. Zwischen 2010 und 2012 arbeitete er als Lehrer an einer Hauptschule.

## Politik
Schick trat bereits mit 14 Jahren in die Junge Union in Iserlohn ein, wurde dort direkt in den Vorstand gewählt und ist seitdem in der Kommunalpolitik aktiv, zunächst als sachkundiger Bürger seiner Fraktion. Er gehört, seit dem Jahr 1987 ist er Mitglied der CDU, seit 1994 dem Stadtrat der Stadt Iserlohn an und wurde 2009 zum 1. Stellvertretenden Bürgermeister der Stadt gewählt. Darüber hinaus war er von 2004 bis 2009 Mitglied im Kreistag des Märkischen Kreises. 2005 zog er als direkt gewählter Abgeordneter in den nordrhein-westfälischen Landtag ein. Seinen Wahlkreis Märkischer Kreis I gewann er gegen den bisherigen SPD-Abgeordneten Michael Scheffler mit einem Stimmanteil von 46,0 Prozent. In seiner Funktion als medienpolitischer Sprecher der CDU-Landtagsfraktion wurde Schick in dieser Legislaturperiode ferner in die Landesmedienkommission NRW gewählt. Bei der Landtagswahl 2010 erzielte er allerdings nur noch 39,0 Prozent und verlor damit sein Direktmandat wieder an Scheffler. Bei der vorgezogenen Neuwahl 2012 kam es ein drittes Mal zu diesem Duell. Schick erreichte mit 33,9 Prozent sein bisher schlechtestes Erststimmenergebnis. Über Listenplatz 8 schaffte er dennoch den Wiedereinzug in den Landtag. Bei der Landtagswahl in Nordrhein-Westfalen 2017 konnte er das Direktmandat mit 39,4 % der Erststimmen von Scheffler zurückgewinnen. In der 17. Wahlperiode war er unter anderem Vorsitzender des Ausschusses für Digitalisierung und Innovation sowie stellvertretender CDU-Fraktionsvorsitzender. 
Bei der Landtagswahl 2022 wurde er mit 41,5 % der Erststimmen erneut direkt in den Landtag gewählt. Von seiner Fraktion wurde Schick am 29. Juni 2022 mit 94,4 % als Fraktionsvorsitzender für die 18. Wahlperiode gewählt. Bereits von 2017 bis 2022 war er stellvertretender Fraktionsvorsitzender.